# Gandhiparken
Gandhiparken, tidligere Gandhis Plæne, er en mindre park i Nordvestkvarteret i København. Parken er opkaldt efter den indiske politiker Mahatma Gandhi (1869-1948), der stod i spidsen for Indiens uafhængighedsbevægelse.
Parken ligger i en trekant mellem Borups Allé, Hvidkildevej og Mågevej. Den er delt af en sti, der udgør en del af en akse fra Borups Allé via Genforeningspladsen til toppen af Bellahøj. Selve parken er beplantet dels med ældre træer langs med kanterne og dels med flere rækker af unge træer inde i den. De omkringliggende gader er alle bebygget med treetages etageejendomme overfor parken.
Området blev navngivet Gandhis Plæne i 1985 i forbindelse med, at der blev opstillet en statue af Gandhi. Statuen er skabt af Sankho Chaudhri og blev skænket af den indiske regering for at ære Gandhis navn i Danmark. I 2012 blev der plantet mange træer, der gav området karakter af en lille park. En borger foreslog så, at det skulle skifte navn til Gandhiparken, da det passede bedre til området. Det var Københavns Kommunes Vejnavnenævnet enig i. Den nye navn blev vedtaget uden afstemning af Teknik- og Miljøudvalget 25. april 2016 og trådte i kraft 15. juni 2016. Navneændringen blev markeret ved en festlighed på dagen med indisk dans og taler af blandt andet den indiske ambassadør Rajeev Shahare.